# Anders og Julius
 Der er for få eller ingen kildehenvisninger i denne artikel, hvilket er et problem. Du kan hjælpe ved at angive troværdige kilder til de påstande, som fremføres i artiklen.

Anders Christian Sørensen (f. 9. juli 1930 - 7. maj 2016) og Julius Vestergaard Gregersen (f. 4. december 1919 - 25. juli 2005) var et brødrepar fra Djursland. De blev landskendte da Søren Ryge Petersen i 1984 flyttede til Djursland, og efterfølgende lavede en række programmer om de to ungkarle. Det første program blev sendt i 1990.
Søren Ryge Petersen lavede i alt syv programmer om de to brødre:
- Anders og Julius
- Julius' store dag
- Anders og Julius og den nye vej
- Anders og Julius – hvordan har de det ?
- Anders og Julius – den sidste ko
- Anders og Julius spiser fladfisk
- Anders og Julius for sidste gang

Det sidste program i rækken blev optaget i august 1996, men efter ønske fra Julius, blev det først vist efter hans død i 2005.